# Сора (Kingdom Hearts)
Сора (яп. ソラ, Сора, англ. Sora) — вигаданий персонаж, головний герой серії ігор Kingdom Hearts. Вперше з'явився у грі Kingdom Hearts у 2002 році. Сора — життєрадісний і доброзичливий хлопчик з Островів Долі. Його найкращі друзі — Ріку і Каїрі. Коли вони зібралися у подорож до інших світів, на Острови Долі напали істоти, відомі як Безсердечні, відокремивши Сору від його друзів. Б'ючись з ними, Сора отримує Ключ-Клинок — зброю для боротьби з темрявою. По дорозі Сміття зустрічає Дональда Дака і Гуфі, які перебувають у пошуках Короля. Разом вони подорожують між світами, щоб знайти Ріку, Каїрі та Короля. Сора з'являвся практично у всіх іграх серії, а також в манзі та в ранобе за мотивами ігор.

Сора — головний герой серії ігор Kingdom Hearts

Дизайн Сори був створений Тецуї Номурою, коли співробітники The Walt Disney Company і Square обговорювали, хто буде головним героєм першої Kingdom Hearts. Номура хотів, щоб у серії був власний головний герой, і він робив його начерки, поки не отримав схвалення Disney. Сам Номура стверджує, що Сора — його улюблений персонаж з тих, чий дизайн він створював. У серії ігор Сору озвучували Гейлі Джоел Осмент в англійській версії і Сейю Мію Іріно в японській версії. У дитинстві його озвучують Такуто Есінага в японській версії і Люк Манрікез в англійській версії. Як персонаж, Сора отримав схвалення критиків, і він нерідко займає місця в списках популярних персонажів комп'ютерних ігор.

## Сюжет

### Опис персонажа
Сора виглядає як хлопчик із синіми очима та коричневим настовбурченим волоссям. У першій Kingdom Hearts він одягнений у червону сорочку, поверх якої чорний піджак з білими рукавами, червоні шорти і великі черевики жовтого кольору, а на руках у нього білі рукавички з обрізаними пальцями. У деяких світах Дональд Дак змінює за допомогою своєї магії зовнішній вигляд Сори, наприклад, в Атлантиці, заснованій на мультфільмі «Русалонька», у Сори замість ніг з'являється русалчин хвіст, і разом з тим він отримує можливість вільно плавати. Після річної сплячки, коли Сора прокинувся на початку Kingdom Hearts II, три феї, Флоріда Фауна і Мерівеза дають йому новий одяг, так як зі старої Сора виріс. Тепер він одягнений у чорно-червону сорочку з чорним піджаком із капюшоном, чорні мішкуваті шорти і великі жовто-чорні черевики, на руках — чорні рукавички без пальців. Під час бою у Kingdom Hearts II, коли Сора використовує Драйв-форми, колір його одягу змінюється. У Kingdom Hearts 3D: Dream Drop Distance його зовнішній вигляд схожий на той, що з першої Kingdom Hearts, проте білі рукави на піджаку, білі рукавички і червона сорочка стали чорними. Його зброя — Ключ-Клинок, представляє з себе суміш великого ключа й меча. У Ключ-Клинка Сори є брелок, на кінці якого знаходиться силует Прихованого Міккі. Сора може за бажанням пристебнути інший брелок, разом з цим змінюється зовнішній вигляд і властивості Ключ-Клинка. Стандартний Ключ-Клинок Сори називається Королівським Ключем.
Сора має життєрадісний та оптимістичний характер. Він дуже відданий і вище всього цінує дружбу, пояснюючи це тим, що друзі дають йому сили боротися. Як наслідок, вороги часто використовують його друзів як приманку, щоб заманити головного героя в пастку. Хоча Сора насправді не обранець Ключ-Клинка, його дії змушують оточуючих вірити, що він таким є.

### Історія

#### Kingdom Hearts
На початку першої Kingdom Hearts Сора жив на Островах Долі разом зі своїми двома найкращими друзями: Ріку та Каїрі. Вони хотіли втрьох почати подорож до інших світів, але раптово на острови напали істоти, що є втіленнями темряви — Безсердечні, розділивши трьох друзів. Сора провалюється в темряву, але тут незрозумілий голос говорить йому, що йому нема чого боятися, і в руках у Сори з'являється Ключ-Клинок. Після цього Сора опиняється в  Перехресному Місті (яп. トラヴァースタウン, торава:су таун, Traverse Town), де зустрічає Леона. Леон пояснює Сорі, що Ключ-Клинок — єдиний спосіб остаточно перемогти безсердечних. Потім Сора зустрічає Дональда Дака і Гуфі. Гуфі і Дональд допомагають Сорі шукати Ріку та Каїрі, в той час як Сора допомагає їм шукати Короля. Сора, Дональд і Гуфі відправляються в подорож між світами на кораблі Гаммі (англ. Gummi Ship), в кожному світі Сора запечатує замкову щілину, тим самим захищаючи світи від знищення безсердечні. Сорі протистоїть група діснеївських лиходіїв, очолюваних Малефісентою, які намагаються захопити сім Принцес Серця — сім дівчат, в серцях яких немає ні краплі темряви — щоб отримати доступ до Королівства Сердець (яп. キングダムハーツ, кингудаму ха:цу, англ. Kingdom Hearts), джерела безмежної могутності. Серед злодіїв — Ріку, який уклав угоду з Малефісент: вона допомагає йому знайти Каїрі, а Ріку стає на її бік. Малефісент змушує Ріку засумніватися в Сорі — нібито Сора проміняв його і Каїрі на нових друзів і Ключ-Клинок. Прибувши в Порожній Бастіон (яп. ホロウバスティオン, хороу басутион, англ. Hollow Bastion), штаб-квартиру Малефісент, Сора бореться з нею і перемагає її, однак згодом зустрічає дивно поводиться Ріку з іншим Ключ-Клинком. Знайшовши тіло Каїрі без серця, Сора дізнається, що в Ріку вселився Ансем-Шукач Темряви (яп. 闇の探求者 アンセム, ями но танкю:ся ансэму, Ansem, Seeker of Darkness). Ансем пояснює Сорі, що Каїрї — сьома Принцеса Серця, що Ключ-Клинок Ансема зроблений з сердець Принцес Серця, і що її серце весь час, починаючи з островів Долі, було всередині Сори. Перемігши Ансема, Сора пронизує себе його Ключ-Клинком, випускаючи своє серце і серце Каїри. Серце повертається до Каїри, а Сора стає безсердечним. Каїри дізнається в безсердечного Сору, і її світло перетворює його назад в людину. Сора вирішує битися з Ансемом. Відвівши Каїрі в безпечне місце, Сора відправляється на Край Світу (яп. エンド・オブ・ザ・ワールド, эндо обу дза ва:рудо, End of the World), який представляє з себе залишки світів, знищених безсердечні. Там Сора перемагає Ансема, що намагається захопити Королівство Сердець. Коли двері до Королівства Сердець відкривається, звідти йде світло, який знищує Ансема. Так як за дверима знаходяться орди безсердечних, Король і Сора закривають двері за допомогою своїх Ключ-Клінків з обох сторін, з іншого боку дверей залишаються Король і Ріку. Світи, знищені темрявою, відроджуються, в тому числі і Острови Долі. Каїрі повертається додому, а Сора разом з Дональдом і Гуфі вирушає шукати Ріку і Короля, обіцяючи Каїрі повернутися якомога швидше.

#### Chain of Memories
У Kingdom Hearts: Chain of Memories, яка є прямим продовженням першої гри, пошуки приводять Сору в Замок Забуття (яп. 忘却の城, бо:кяку но сиро, англ. Castle Oblivion). Піднімаючись по поверхах Замку, Сора заново переживає свої спотворені спогади про різні діснеївські світи, в яких він побував у першій грі. Чим далі Сора йде в замок, тим більше спогадів він втрачає. Як з'ясовується, спогадами Сори керувала дівчинка по імені Наміне (яп. ナミネ, наминэ, англ. Naminé), яку насильно змушували це робити Організація XIII (яп. XIII機関, дзю:сан кикан, англ. Organization XIII) — група людей у чорних мантіях, переслідує невідомі цілі. Вони хотіли змінити пам'ять Сори і змусити його, як власника Ключ-Клинка, битися його на їхній стороні. Після того, як всі члени Організації XIII, які перебували в замку, були повалені, Наміна вирішує відновити пам'ять Сори, Дональда і Гуфі, однак при цьому вони забувають все, що сталося в замку. Для цього їм потрібно проспати деякий час у Замку Забуття. Перед сном Сора і Наміна обіцяють один одному, що, якщо вони ще зустрінуться, то стануть друзями.

#### Kingdom Hearts II
Сора, Дональд і Гуфі прокидаються на початку Kingdom Hearts II у Сутінковому Місті (яп. トワイライトタウン, товаирайто таун, англ. Twilight Town) після того, як Неіснуючий (яп. ノーバディ, но:бади, англ. Nobody) Сорі Роксас (яп. ロクサス, Рокусасу, англ. Roxas), що з'явився в результаті перетворення Сори в Безсердечного і є його тілом, зливається з ним назад. Сора зустрічається з чарівником Єном Сідом, вчителем Короля Міккі, який розповідає йому про Організації XIII і про підлеглих їй Неіснуючих, і що її треба зупинити. Сора, Дональд і Гуфі знову відправляються в подорож шукати Короля і Ріку, в різних світах борючись з членами Організації XIII, а також з Малефісентою, її підручним Пітом та їх підлеглими. Аксель, колишній член Організації XIII, викрадає Каїрі, щоб заманити Сору до себе і перетворити його в Безсердечного, щоб Роксас, його друг в Організації, відродився, однак Каїрі перехоплена Організацією і ув'язнена у Світі, якого ніколи не було (яп. 存在しなかった世界, сондзай синакатта сэкай, англ. The World That Never Was), штаб-квартирі Організації XIII. Сора, дізнавшись про це, біжить рятувати Каїрі, проникаючи у Світ, якого ніколи не було через таємний хід у Сутінковому місті. Коли в ньому на Сору нападають орди Неіснуючих, Аксель, бажаючи спокутувати свою провину, жертвує собою, щоб відкрити йому шлях. Ксемнас (яп. ゼムナス, Дзэмунасу, англ. Xemnas), лідер Організації XIII, намагався маніпулювати Сорой, щоб він знищував Ключ-Клинком Безсердечних, випускав їх серця, і таким чином, несвідомо допомагаючи йому зібрати нове Королівство Сердець. До Сори, Дональда і Гуфі приєднуються Король Міккі і Ріку, і разом з опинилася тут Наміна вони звільняють Каїрі. Сора і Ріку відокремлені від інших і перемагають Ксемнаса, а потім повертаються на Острови Долі, де зустрічають Дональд, Гуфі, Короля Міккі і Каїрі, яка злилася зі своєї Неіснуючої Наміна.

#### 358/2 Days, coded і Birth by Sleep
Під час подій Kingdom Hearts 358/2 Days, дія якої відбувається між першою і другою частиною серії, Сора спить в Замку Забуття, так як його спогади відновлює Наміне. У Kingdom Hearts coded, події якої розгортаються після Kingdom Hearts II, сам по собі Сора в ній майже не з'являється, а головним героєм є його цифрова копія, мандрівна по віртуальній копії світів, за якими подорожував справжній Сора, створеної Королем Міккі на основі даних з щоденника Джиміні. Мета віртуального сори — дізнатися, звідки у щоденнику цвіркуна Джиміні взялася загадковий напис, яку він не писав: «Ми повинні повернутися і припинити їх страждання». Зрештою з'ясовується, що цей напис залишила наминаючи, яка, відновлюючи пам'ять сори, виявила у нього зв'язок з кількома людьми, які потребують допомоги. Сора з'являється разом з Ріку на Островах Долі в Kingdom Hearts Birth by Sleep, дія якої відбувається за десять років до початку сюжету першої частини. Після того, як Майстер Ксеханорт (яп. マスター・ゼアノート, Масута: Дзэано:то, англ. Master Xehanort) витягнув з серця Вентуса (яп. ヴェントゥス, Вэнтусу, англ. Ventus), одного з головних героїв Birth by Sleep, всю темряву і перетворив її в Ванітаса (яп. ヴァニタス, Ва:нитасу, англ. Vanitas), щоб спровокувати їх і створити χ-клинок, надпотужний Ключ-клинок, серце Вентус було пошкоджено, тому Ксеханорт хотів залишити його помирати на островах Долі. Серце Вентус встановило зв'язок з серцем новонародженого сори і таким чином зцілилася. Зв'язок між серцями сори і Вентус привела до того, що особа ванітас під маскою стало майже таким же, як у сори. Чотири роки по тому, коли Вентус втратив серце у фінальній битві проти ванітас, вона поселилася всередині сори, тим самим подарувавши йому здатність користуватися Ключ-Клинком. Крім Вентус, Сора повинен врятувати його друзів Акву (яп. アクア, Акуа, англ. Aqua) і Терру (яп. テラ, Тэра, англ. Terra), а також Роксас, Ксіон (яп. シオン, Сион, англ. Xion), Акселя і Наміне. Дізнавшись про їхню долю з листа Короля Міккі вже після дії Kingdom Hearts II, Сора вирішує знайти спосіб їх врятувати і відправитися в нову подорож.

#### Dream Drop Distance
У Kingdom Hearts 3D: Dream Drop Distance Сору разом з Ріку викликає Йен Сід, щоб вони пройшли іспит на звання Майстра Ключ-Клинка. Їх обох посилають в Реальність Сну, щоб вони пробудили кілька сплячих світів, проте після успішного виконання завдання серце Сори пошкоджено Ксемнасом, а відроджений після смерті своїх Неіснуючого Ксемнаса і Безсердечного Ансема Майстер Ксеханорт намагається перетворити Сору в одного з тринадцяти зберігачів осколка свого серця, іншими словами, перетворити його на свого клона. Ріку вдається врятувати, а потім пробудити Сору від коми, в яку той впав після битви з Ксемнасом. Коли Сора прокидається у Йена Сіда, той визнає тільки Ріку Майстром Ключ-Клинка. Сора, не сумуючи через свою невдачу, вітає Ріку, і вирушає в подорож, щоб набратися досвіду.

## Створення та дизайн
Дизайном Сори займався Тэцуя Номура. За його словами, спочатку планувалося, що у гри Kingdom Hearts не буде власного головного героя: Disney хотіла, щоб головним героєм став Дональд Дак, а Square бачила на місці протагоніста Міккі Мауса. Номурі не сподобалося ні те, ні інше: він хотів, щоб у гри був свій власний головний герой. В результаті він створив Сору, однак його дизайн сильно відрізнявся від остаточного: замість Ключ-Клинка зброєю Сори було щось схоже на ланцюгову пилку (або навіть бензопилу). За словами Номури, коли він показав ці начерки Сори з пилкою співробітникам Disney, «у всіх в кімнаті відразу застигли особи, і ніхто не промовив ні слова», і Номура подумав, що краще б доопрацювати дизайн. У підсумку замість пили Соре був даний Ключ-Клинок як зброя. Стиль одягу Сори робився з оглядкою на Міккі Мауса, тому Сора, як і Міккі Маус, носить червоні шорти, білі рукавички і великі жовті черевики, за словами Номуры, це було наслідком нереалізованого бажання Square зробити головним героєм Міккі. Номура додав хвіст, так як, на його думку, Сора так би краще вписувався в диснеївський антураж, але все ж прибрав його, щоб уникнути подібності Сори з головним героєм Final Fantasy IX Зіданом Трайбалом. Переговоривши зі стороною Disney, Номура переробив зовнішність Сори і завершив її за одну ніч.
Одна з основних думок, якої дотримувався Номура при створенні головного героя, було те, що він звичайний хлопчик, а не якась надістота. Номура хотів через Сору донести гравцям ідею, що може, вони і не настільки важливі в житті, але вони можуть стати значущими, якщо будуть здійснювати великі вчинки. Він стверджує, що особливо підкреслив це в кінцівці Birth by Sleep, де з'являється Сміття. На ранніх стадіях розробки Birth by Sleep Номура думав зробити так, щоб Вентус був попередньої реінкарнацією Сори, але згодом відмовився від цієї ідеї, так як за межами Японії вона могла бути не зрозуміла.
Номура стверджує, що ім'я «Сора» взято з японської мови, де воно перекладається, як «небо» (яп. 空空). Номура спеціально підібрав це слово, так як він вважав, що воно найкраще підходить до його характеру і ролі в сюжеті. Крім того, це показує його зв'язок з його найкращими друзями Ріку і Каири, чиї імена перекладається з японського як «земля» і «море» відповідно. За словами Номуры, у Сори такий характер, що він завжди готовий допомогти, тому він легко заводить друзів. Сора — улюблений персонаж Номуры з тих, чий дизайн він створював: Номура вважає його «особливим».
Після виходу першої Kingdom Hearts Номура задумався про те, як пояснити той факт, що у Kingdom Hearts II Сміття з високим рівнем та безліччю здібностей раптом втратив їх і гравцям доводиться прокачувати його заново. У підсумку він придумав, що в Chain of Memories Сміття майже повністю втрачає пам'ять, і, як наслідок, всі здібності. У Chain of Memories Сміття потрапляє у різні світи зі своїх спогадів але серед цих світів — Сутінкова Місто, в якому він не бував. Цей факт був пояснений в Kingdom Hearts II — це були спогади Роксаса, Неіснуючого Сори. Команда розробників Kingdom Hearts II розповіла, що у аніматорів були труднощі з анимированием Драйв-форми Сори «Форма Мудрості». Після виходу Kingdom Hearts II Номура вирішив поки не використовувати Сору як головного героя, щоб краще розкрити інших персонажів серії. Події Kingdom Hearts coded і Birth by Sleep вказали на те, що з Сорой пов'язана одна таємниця, яка буде розкрита у Kingdom Hearts III. Номура спростував чутки про те, що історія Сори завершиться Kingdom Hearts III, стверджуючи, що Сміття і далі буде головним героєм, і залишиться таким до кінця серії.

## Відгуки та значимість
Сора фігурує в різної супутньої продукції за Kingdom Hearts. Існує безліч екшен-фігурок зображують Сору як з Kingdom Hearts і Kingdom Hearts II, так і в інших варіантах. Інші товари включають в себе плюшеві іграшки, ювелірні прикраси, брелки та одяг для косплея.
У січні 2010 року японський журнал Famitsu за результатами читацького опитування помістив Сору на п'яте місце в списку найбільш популярних персонажів усіх часів. Сора, будучи дуже популярним, потрапив на обкладинку #1105 номера журналу. UGO Networks позначив Сору на дев'ятнадцяте місце в списку 25 персонажів японських рольових ігор, зазначивши, що він цікавий і харизматичний. Хоча Electronic Gaming Monthly і не помістив його в десятку персонажів ігор, Сора ледь туди не потрапив. У 2010 році ASCII Media Works провела опитування, в якому шанувальникам пропонувалося проголосувати за персонажа ігри, аніме або манги, чиє ім'я вони хотіли б дати своїм дітям. За результатами опитування, ім'я «Сора» виявилося на другому місці у списку чоловічих імен. Судячи з опитування Famitsu 2011 року, Сора — найпопулярніший персонаж Kingdom Hearts, а його битва з Роксасом була визнана найкращою сценою в серії. Він також зайняв 15-е місце в опитуванні Game Informer, де обиралися найкращі персонажі ігор 2000-х років.
Сора головним чином отримав схвальні відгуки. Коли Сора вперше з'явився в 2002 році, GameSpot зазначив змішання стилів Square і Disney в його образі. Журналіст 1UP.com назвав Сору своїм улюбленим персонажем з ігор Square, відзначивши його оптимістичний погляд на життя. На сайті Gamasutra порівняв історію з міфологією Стародавнього Єгипту, а Сора був порівняний з богинею Ісідою. IGN схвально висловився про персонажа, зазначаючи, що він, звичайний хлопчик, зміг витримати стільки труднощів, і все в ім'я дружби, а RPGFan вважав, що персонаж досить легко може сподобатися. Більш того, в книзі «Interactive Storytelling for Video Games: A Player-Centered Approach to Creating Memorable Characters and Stories» зазначено, що Сора, хоча і є «типовим героєм», він здається більш правдоподібним, коли показано його переживання з приводу друзів. Хейлі Джоел Осмент, озвучує Сору в англійських версіях ігор, також отримав позитивні відгуки: Gaming Target визнав його голос ідеально відповідним персонажу. GameZone також відзначив хорошу роботу Осмента, а з приводу самого персонажа стверджує наступне: «у Сори є те, що рідко трапляється в персонажах ігор, а саме, глибина». Game Informer вважав, що Kingdom Hearts II Осмент озвучив Сору краще, ніж у першій частині. IGN включив Сору в список бажаних персонажів для файтинга-кросовера Super Smash Bros.Brawl від Nintendo.
Allgame схвалив перетворення Збори в різних світах у Kingdom Hearts II, так як вони дуже різноманітні. Телеканал G4TV вважав розвиток Сори протягом серії сприятливим явищем, Computer and Video Games вважав, що руху Збори під час виконання Kingdom Hearts II спеціальних прийомів «Команди реакції» (англ. Reaction Commands) досить сильно вражають, вони, на думку оглядачів, «занадто передбачувані і прямолінійні». RPGamer зазначив, що у другій частині Сора б'ється, як «акробатично досвідчений боєць», в той час як в першій Kingdom Hearts він виглядає незграбним, і оцінив перетворення Сори під левеня в світі, заснованому на мультфільм «Король Лев». Його новий дизайн з другої частини був тепло зустрінутий GameSpy, який зазначив, що одяг Сори з першої частини виглядає, «неначе взята з гардеробу Міккі Мауса». GamesRadar висловив схожу думку, особливо звернувши увагу на перетворення Сори і його нові здібності. Хоча IGN добре висловився про дорослішання Збори в Kingdom Hearts II, у своїй статті на сайті висловив думку, що, щоб зробити Kingdom Hearts III цікавіше, потрібно розвивати Сору надалі. Обговорюючи роль Збори в подальших іграх серії, GamesRadar зазначав, що раз Сора дорослішає, то й сюжет повинен стати більш дорослим.
З іншого боку, Сора також отримав негативні відгуки. Він зайняв третє місце в списку найбільш дратівливих героїв рольових ігор за версією 1UP.com, де оглядач його назвав «Міккі Маусом в людській подобі», піддав критиці його одяг з першої частини, взаємини з Ріку і Каири, і вважав його менш популярним, ніж фігурували в серії діснеївські персонажі. У січні 2007 року порталу Game Informer визнав Сору найбільш ідіотським персонажем 2006 року, як приклад привівши пісні у світі, заснованому на мультфільм «Русалонька». GameDaily визнав Сору «типовим героєм із волоссям, що стирчить», як стверджує журналіст, такі герої стали з'являтися в рольових іграх частіше з моменту виходу Final Fantasy VII.